# Videogiochi nel 1993

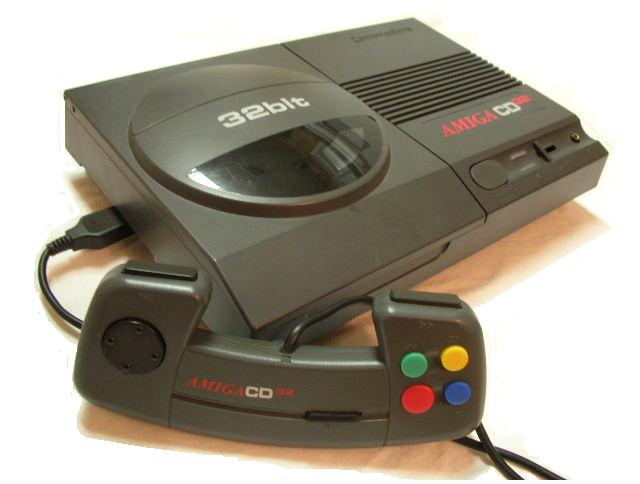
Amiga CD32

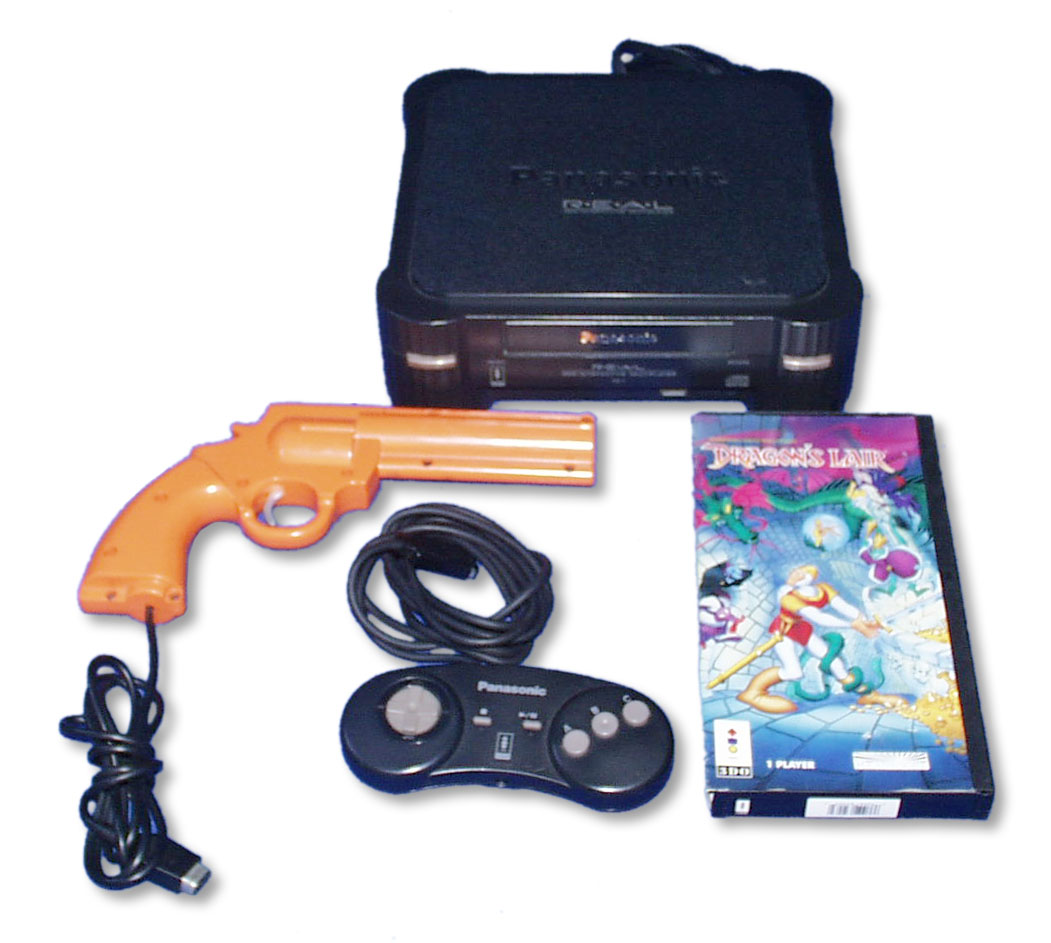
3DO (versione REAL della Panasonic)

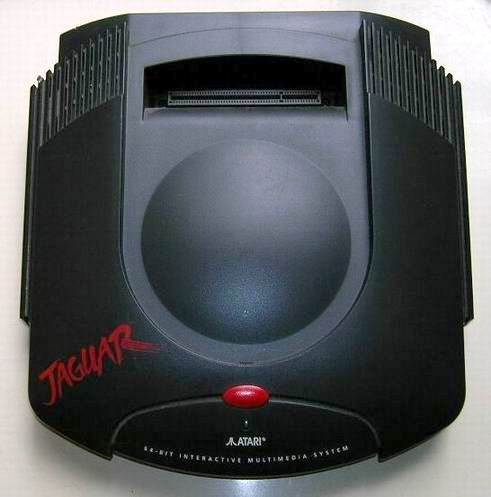
Atari Jaguar

Eventi rilevanti avvenuti nell'industria dei videogiochi nel 1993. 
Per un elenco delle voci su giochi usciti nell'anno vedi Categoria:Videogiochi del 1993.

## Eventi

### Aziende
- marzo — Viene chiusa l'Epyx, in difficoltà già dal 1989 circa a causa del declino dei sistemi a 8 bit[1].
- 16 novembre — Viene fondata la Sony Computer Entertainment sussidiaria della Sony.
- Viene fondata la Take Two Interactive.
- Viene fondata la GT Interactive.
- Viene fondata la Ambrosia Software.
- Viene fondata la Graffiti (poi Milestone dal 1996)
- Sony Computer Entertainment acquista la Psygnosis e la rinomina SCE Studio Liverpool.

### Hardware
- febbraio — SEGA presenta la scheda arcade Model 2, che sarà fondamentale nell'affermarsi del 3D e della grafica poligonale in sala giochi[1].
- settembre — Sega Mega CD viene messo in vendita in Europa, ma come avvenne in Giappone e America nei due anni precedenti, non avrà un'accoglienza entusiasta[1].
- settembre — Commodore mette in vendita la console Amiga CD32, che non riuscirà a risollevare la famiglia Amiga ormai in fase calante[1].
- ottobre — debutta la console 3DO Interactive Multiplayer, che Panasonic, Goldstar e Sanyo mettono in vendita in differenti versioni nel Nord America[1].
- ottobre — Nintendo annuncia una collaborazione con Silicon Graphics per lo sviluppo del successore del Super Nintendo, per ora denominato "Project Reality"[1].
- novembre — Atari Corp. mette in vendita la console Jaguar, parzialmente il primo sistema di gioco a 64 bit. Ebbe subito grandi difficoltà ad affermarsi e divenne uno dei peggiori fallimenti nella storia dell'hardware per videogiochi[1].
- Tra i sistemi più diffusi, avviene il sorpasso del PC 486 ai danni dell'Amiga 500, un avvicendamento che avrebbe cambiato definitivamente gli equilibri del videogioco su computer. Le maggiori spinte ai PC vennero dall'inimitabile Doom e, in secondo luogo, dai film interattivi e produzioni digitali, che riuscirono meglio su PC che sulle nuove console a CD-ROM[1]. Entro pochi anni gli home computer scomparvero e i PC DOS/Windows divennero la principale piattaforma da gioco tra i personal computer.
- Fujitsu presenta la console FM Towns Marty.
- Pioneer presenta la console LaserActive.
- Tandy presenta la console Video Information System (VIS)

### Giochi
- 21 febbraio — Nintendo pubblica Star Fox per Super Nintendo, uno dei primi giochi a utilizzare un chip su cartuccia per incrementare le prestazioni della console.
- 24 marzo — Sensible Software presenta Cannon Fodder.
- agosto — Activision pubblica Return to Zork, primo della celebre serie di avventure testuali Zork a essere dotato di grafica, e molto apprezzato dalla critica[1].
- 24 settembre — Cyan Worlds presenta Myst, che segnala un nuovo standard nel campo delle avventure grafiche.
- 10 dicembre — id Software pubblica Doom, gioco che rivoluziona il settore degli sparatutto in prima persona.
- SEGA presenta Virtua Fighter, il primo videogioco della serie omonima e il primo picchiaduro a grafica tridimensionale, stile che dominerà il settore nella seconda metà degli anni '90[1].
- Esce The Legend of Zelda: Link's Awakening, che si stima contribuì da solo a un aumento vendite del Game Boy del 13%[1].
- Esce l'avventura grafica Gabriel Knight: Sins of the Fathers[1].
- Esce l'avventura grafica Day of the Tentacle[1].
- Esce l'avventura grafica Sam & Max Hit the Road[1].
- Bullfrog Productions pubblica lo strategico Syndicate[1], primo capitolo della serie Syndicate.
- Esce lo strategico Master of Orion[1].
- Esce il JRPG Secret of Mana[1].
- Impression Games sviluppa Caesar, primo capitolo della serie Caesar.
- Microprose presenta UFO: Enemy Unknown, primo episodio della serie X-COM.
- Electronic Arts pubblica FIFA International Soccer primo videogioco della serie di videogiochi calcistici FIFA.

### Classifiche
- I titoli più venduti sono, in ordine decrescente, Doom (diffusissimo anche come shareware e per vie illegali), Super Mario All-Stars, The Legend of Zelda: Link's Awakening, FIFA International Soccer, Disney's Aladdin, Star Wars: Rebel Assault, The 7th Guest, Star Fox, Battletoads & Double Dragon: The Ultimate Team, Myst[1].
- I maggiori successi in sala giochi sono Super Street Fighter II, Ridge Racer, Mortal Kombat II, Daytona USA, Virtua Fighter, NBA Jam, Samurai Shodown, Dungeons & Dragons: Tower of Doom, Batsugun, Sengoku 2[1].
- I sistemi più diffusi sono Game Boy, PC 486, Super Nintendo, Amiga 500, Sega Mega Drive, NES, Sega Master System, Game Gear, Sega CD, 3DO. Scompaiono dalla top 10 gli home computer a 8 bit[1].
- Gli editori con più fatturato sono Nintendo (con ampio distacco), Capcom, Midway Games, Sega, Namco, LucasArts, Electronic Arts, SNK, Virgin Games, U.S. Gold[1].

### Altro
- 28 maggio — Esce il film Super Mario Bros., il primo nella storia del cinema a essere tratto da un videogioco.[2]